# 5059 Saroma
5059 Saroma (1988 AF) là một tiểu hành tinh vành đai chính được phát hiện ngày 11 tháng 1 năm 1988 bởi Endate và Watanabe ở Kitami.